# Église d'Argelouse de Saint-Justin
Pour les articles homonymes, voir Église d'Argelouse.
L'église d'Argelouse, dédiée à Sainte Quitterie, est un lieu de culte catholique situé sur la commune de Saint-Justin, dans le département français des Landes. Elle ne doit pas être confondue avec l'église Saint-André d'Argelouse sur la commune d'Argelouse.

## Présentation
Elle a été construite en 1150, dans un style roman. Au XIVe siècle, une nef a été ajoutée aux bâtiments, suivie au XVIIe siècle par le clocher. Ce dernier semble être une tour sur laquelle est posée la flèche en bois.
Elle fait l’objet d’une inscription au titre des monuments historiques depuis le 4 juillet 1973.

## Galerie

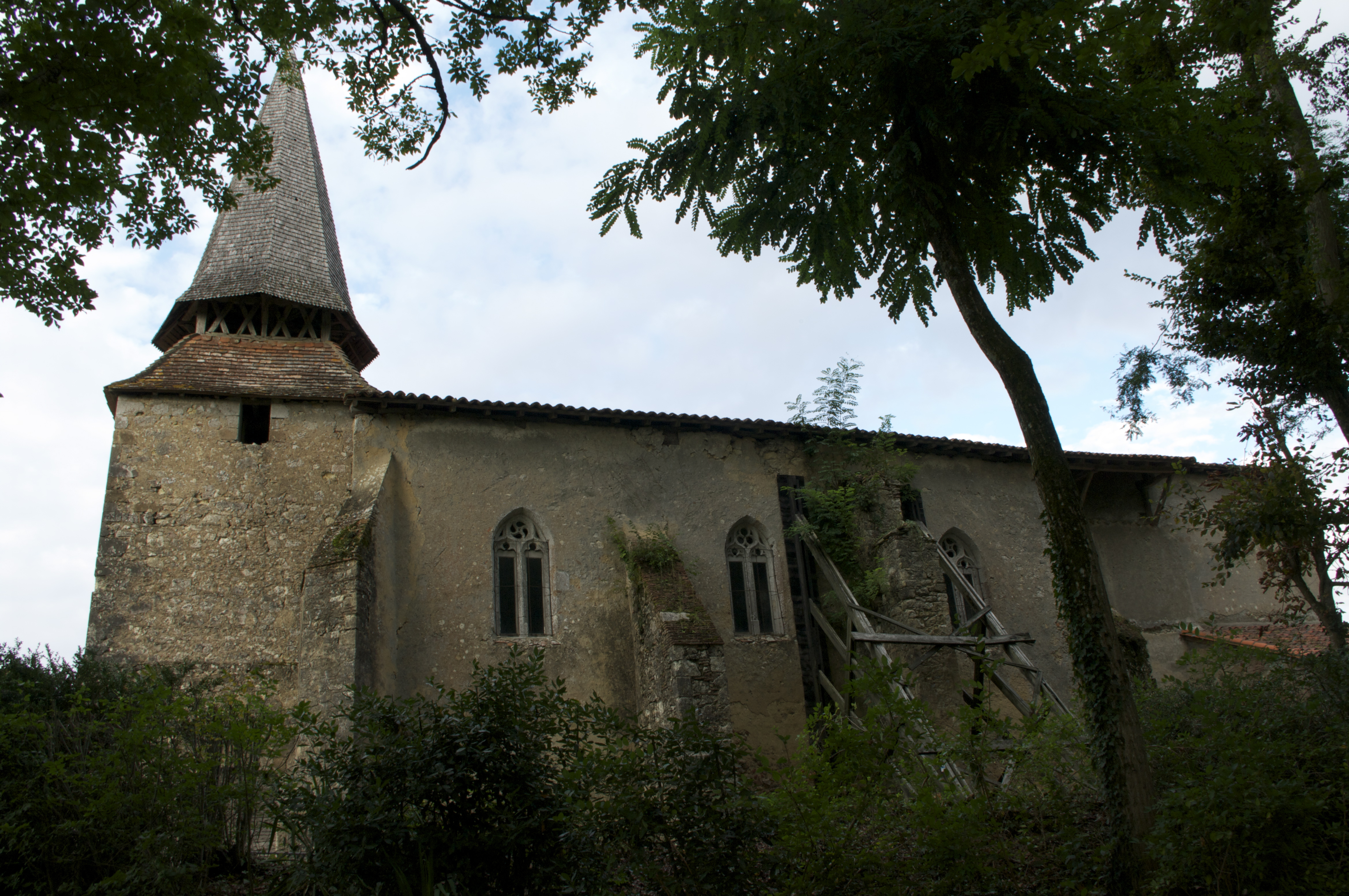
Église d'Argelouse
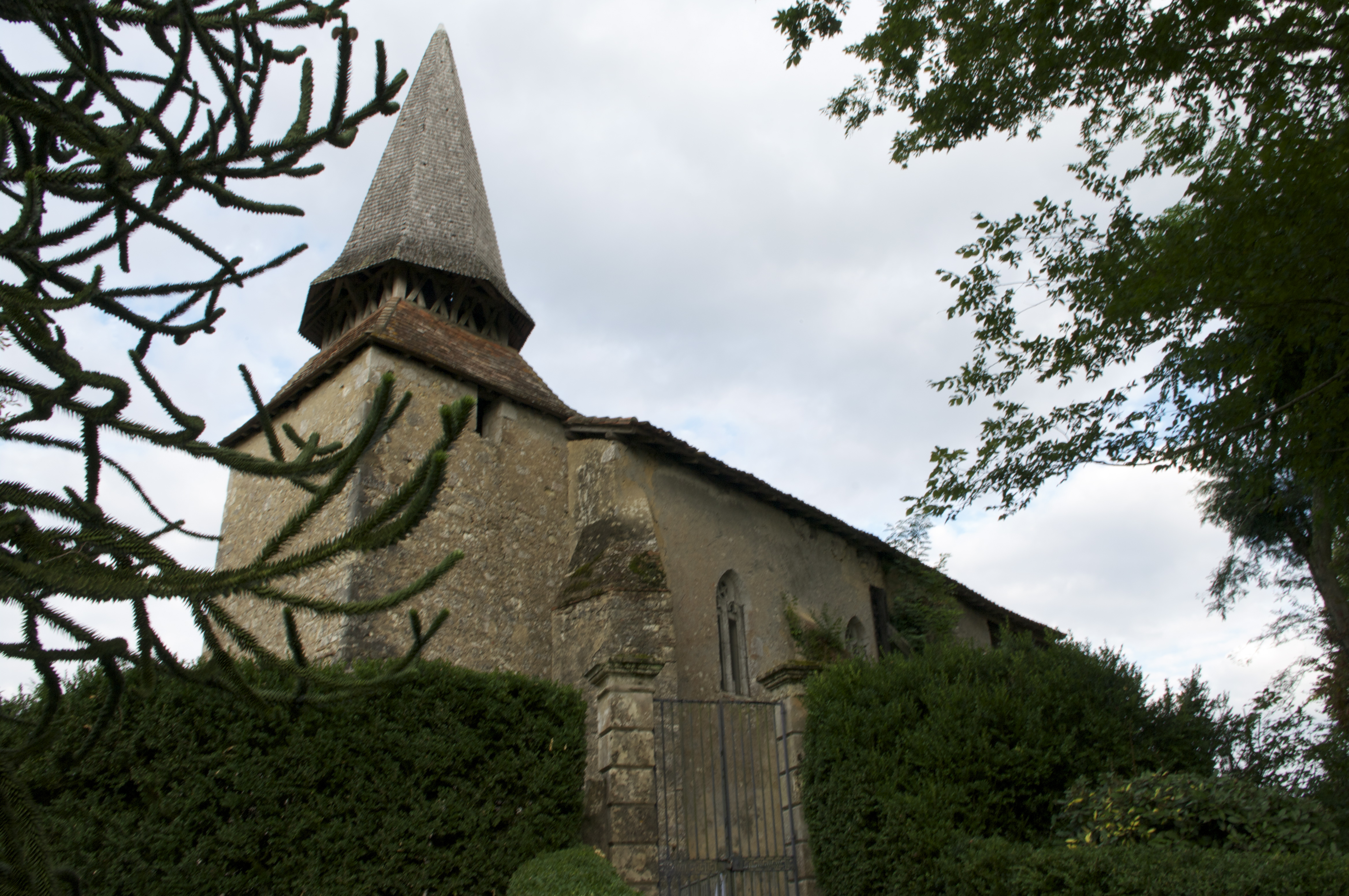
Église d'Argelouse